# Nychiodes taftana
Nychiodes taftana är en fjärilsart som beskrevs av Brandt 1941. Nychiodes taftana ingår i släktet Nychiodes och familjen mätare. Inga underarter finns listade i Catalogue of Life.